# غوران سوتون
غوران سوتون (بالكرواتية: Goran Suton)‏ مواليد 11 أغسطس 1985 في سراييفو، جمهورية البوسنة والهرسك الاشتراكية، هو لاعب كرة سلة أمريكي. بدأ مسيرته الاحترافية في سنة 2009. تم اختياره من قبل فريق يوتا جاز خلال الدرافت. يلعب مع فريق سي بي إستوديانتس في الدوري الإسباني لكرة السلة كلاعب وسط. يحمل الرقم 12. يبلغ طوله 6 قدم 10 بوصة (2.1 م).

## المسيرة الاحترافية
لعب مع بييلا لكرة السلة في موسم 2010–2011، ثم لعب مع نادي سيبونا لكرة السلة في موسم 2011–2012، ثم لعب مع جوفينتوت بادالونا في الدوري الإسباني من سنة 2014 إلى 2016، ثم لعب مع سي بي إستوديانتس في سنة 2016.

## روابط خارجية
- غوران سوتون على موقع الدوري الأوروبي لكرة السلة (الإنجليزية)
- غوران سوتون على موقع سبورتس رفرنس (الإنجليزية)
- غوران سوتون على موقع الدوري الإسباني لكرة السلة (الإسبانية)
- غوران سوتون على موقع كرة السلة الأوروبية.كوم (الإنجليزية)
- غوران سوتون على موقع كلية كرة السلة في سبورتس رفرنس.كوم (الإنجليزية)
- غوران سوتون على موقع ريلجم (الإنجليزية)
- غوران سوتون على موقع بروبوليرز (الإنجليزية)
- غوران سوتون على موقع سبورتس رفرنس (الإنجليزية)